# Akçakale
Akçakale là một huyện thuộc tỉnh Şanlıurfa, Thổ Nhĩ Kỳ. Huyện có diện tích 691 km² và dân số thời điểm năm 2007 là 76800 người, mật độ 111 người/km².